# Zaluzianskya collina
Zaluzianskya collina är en flenörtsväxtart som beskrevs av William Philip Hiern. Zaluzianskya collina ingår i släktet Zaluzianskya och familjen flenörtsväxter. Inga underarter finns listade i Catalogue of Life.